# Tipula
Tipula är ett släkte av tvåvingar. Tipula ingår i familjen storharkrankar.

## Bildgalleri

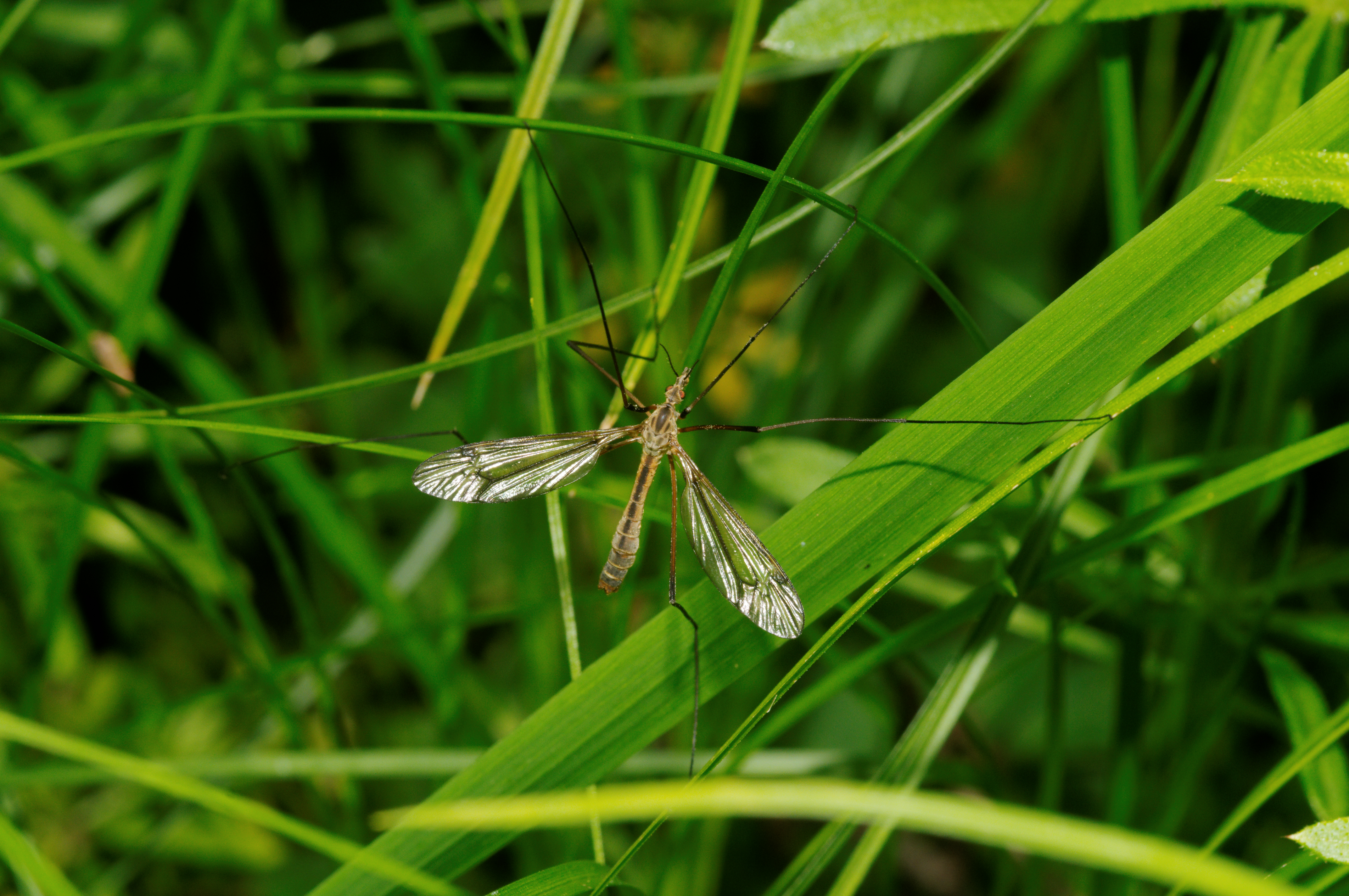
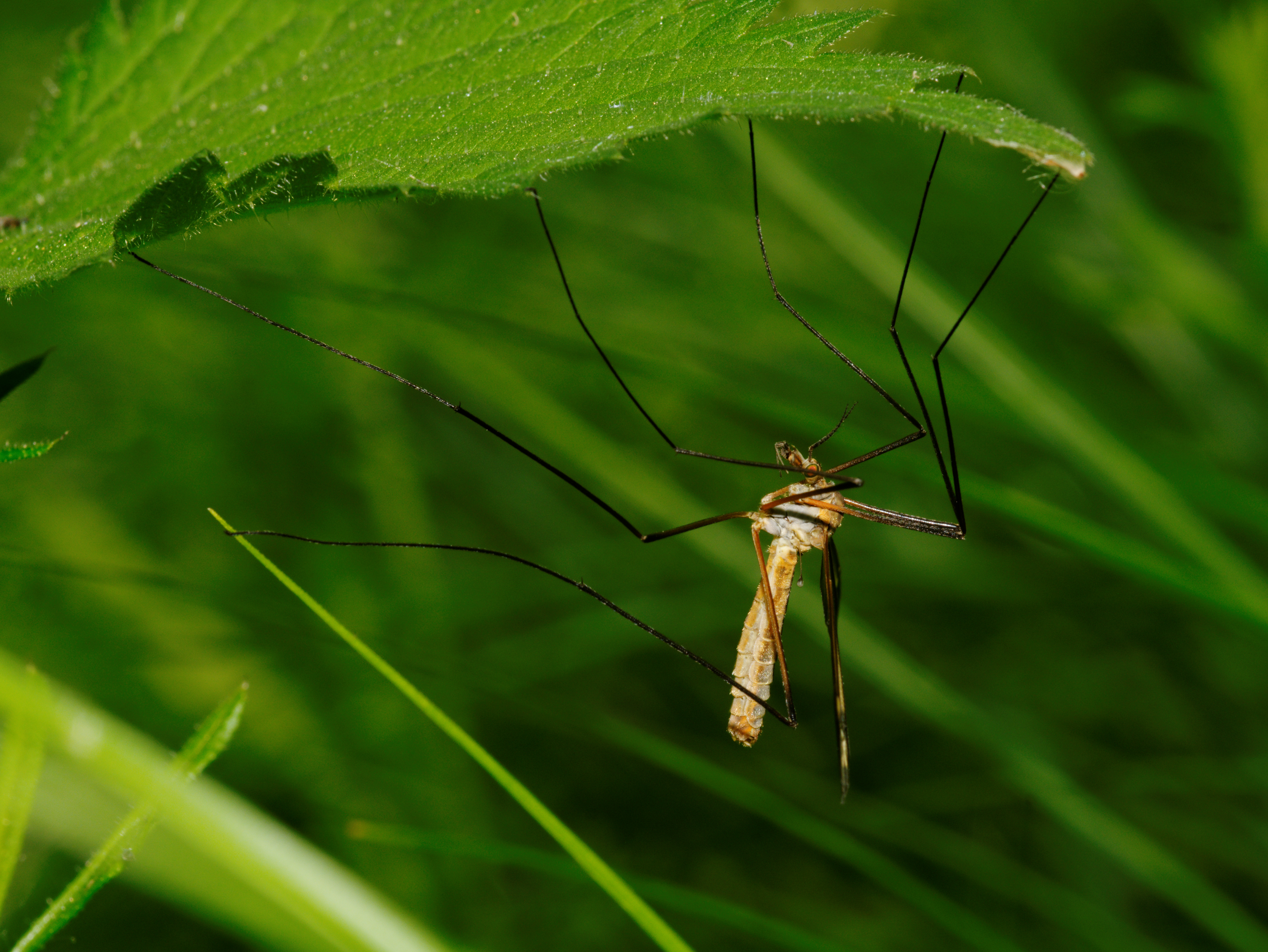
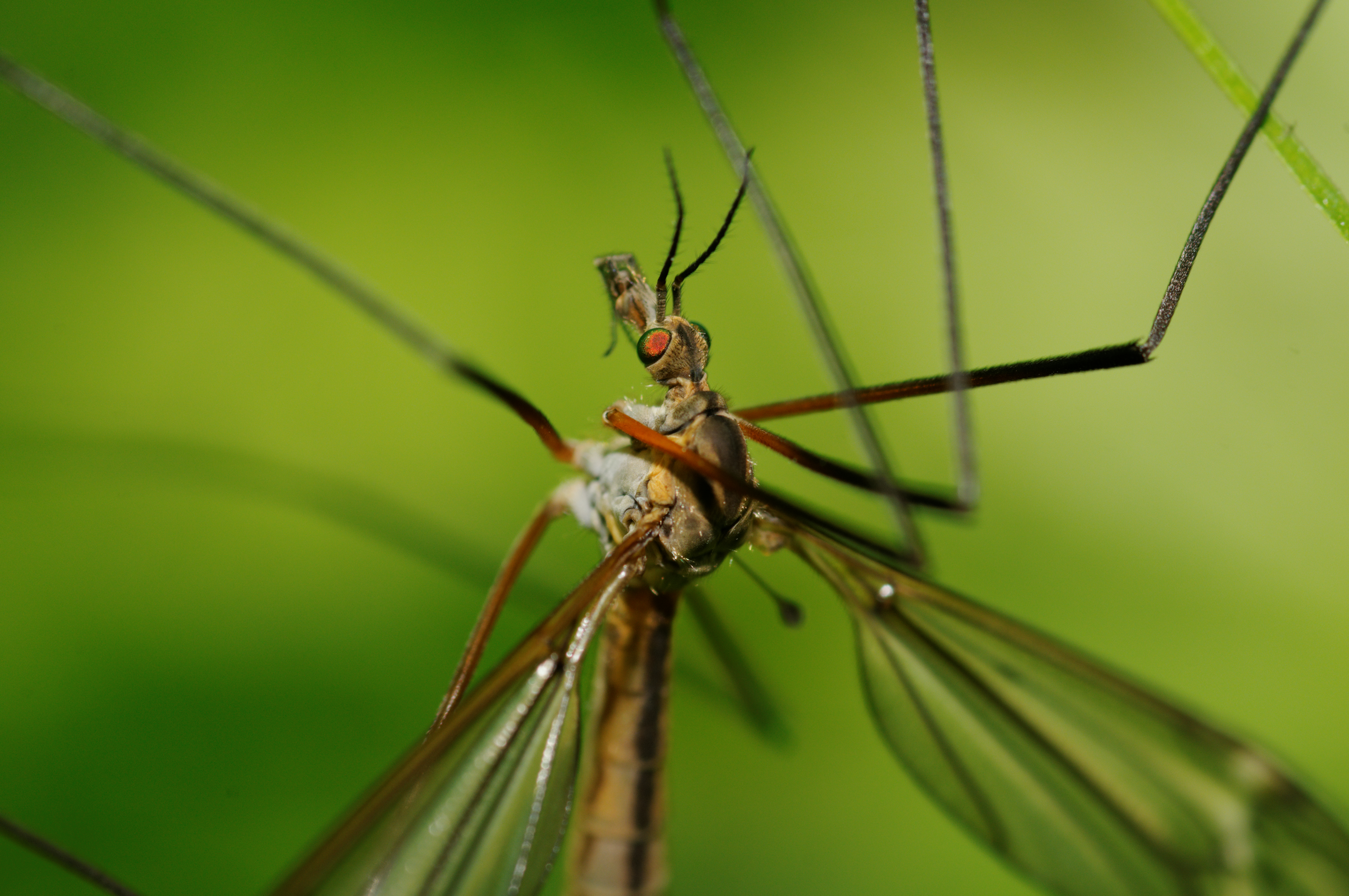
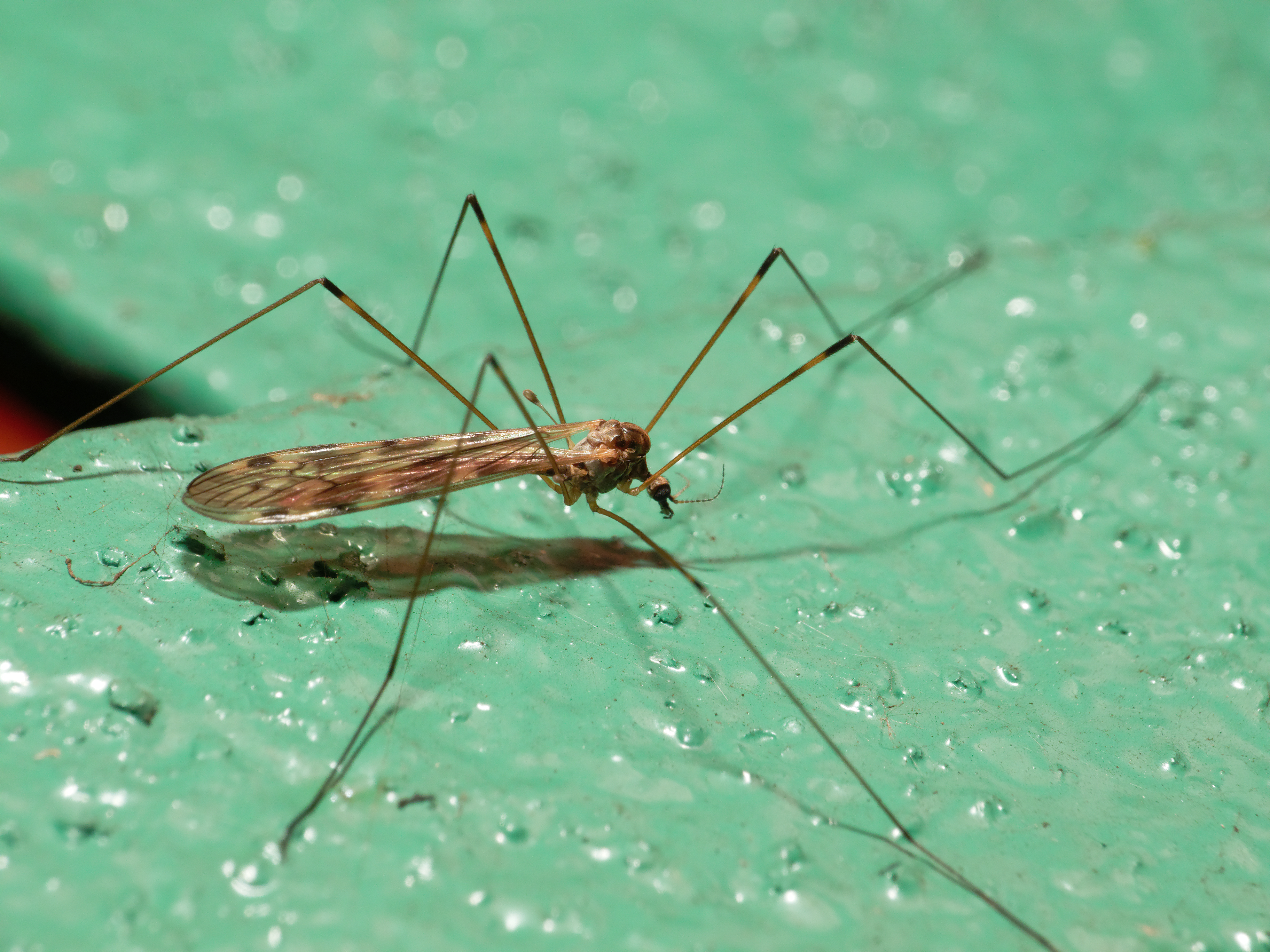
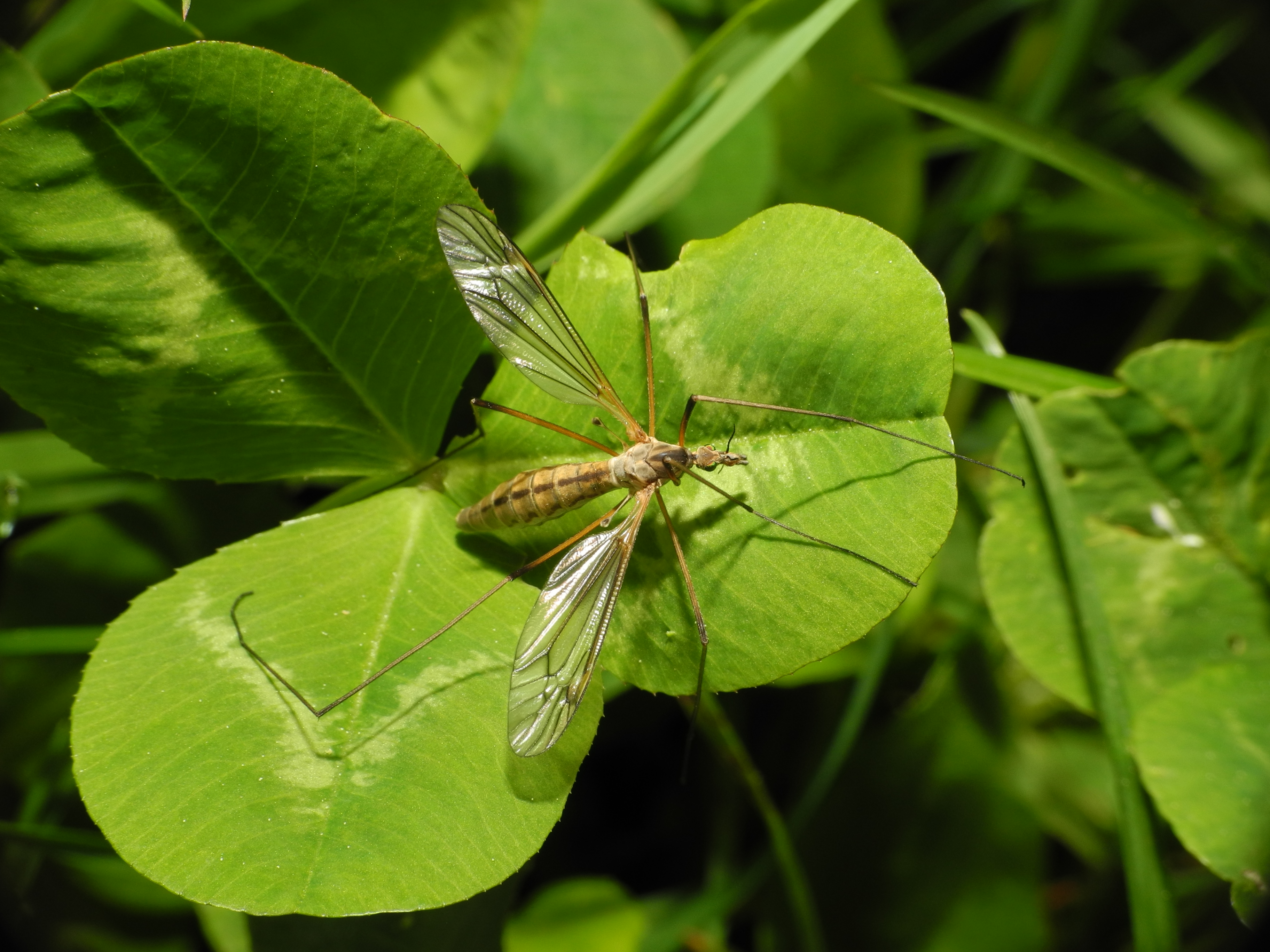

## Arter inomTipula[1](urval)
- Tipula haemorrhoa
- Tipula longicornis
- Jätteharkrank (Tipula maxima)
- Tipula minutissima
- Tipula nigricornis
- Kålharkrank (Tipula oleracea)
- Kärrharkrank (Tipula paludosa)
- Tipula pinnicornis
- Tipula salicina